# Achrocerides
Achrocerides is een geslacht van vlinders van de familie van de slakrupsvlinders (Limacodidae). De wetenschappelijke naam van dit geslacht is voor het eerst voorgesteld door Erich Martin Hering in een publicatie uit 1937.
Dit geslacht is monotypisch, dat wil zeggen dat het maar één soort heeft namelijk Achrocerides theorini (Aurivillius, 1891) uit Centraal-Afrika.